# Société généalogique suédoise
La Société généalogique suédoise, SSf, est un organisme fédérateur du mouvement généalogique suédois, fondé en 1986 à Göteborg,.
L'association s'efforce de faire connaître la généalogie en tant que facteur culturel, organisation à but non lucratif et science. La Société généalogique suédoise est une organisation non partisane qui fonctionne selon des principes démocratiques reconnus. L'organe décisionnel suprême est l'assemblée générale annuelle, où les représentants des organisations membres ont le droit de vote. Un conseil d'administration (le président et neuf membres) est nommé lors de l'assemblée pour mettre en œuvre les décisions.
La Société généalogique suédoise gère le portail généalogique Rötter et publie Släktforskarnas årsbok (l'annuaire de la Société généalogique suédoise) et Släkthistoriskt forum. La société a également publié des réimpressions d'ouvrages généalogiques, tels que Den introducerade svenska adelns ättartavlor de Gustaf Elgenstierna. Elle publie également les bases de données Sveriges befolkning (Population suédoise), qui comprend les registres de population des personnes ayant vécu en Suède une année donnée, et Sveriges dödbok (Registre suédois des décès), qui contient des informations sur les Suédois décédés.
Les personnes ne peuvent plus devenir membres de SSf, qui est une association de sociétés généalogiques.